# Purperstreepparelmoervlinder
De purperstreepparelmoervlinder (Brenthis ino) is een dagvlinder uit de familie Nymphalidae, de vossen, parelmoervlinders en weerschijnvlinders.
De vlinder heeft een spanwijdte van 34 tot 42 millimeter. Aan de onderkant van de achtervleugels, welke gesierd zijn met een purperen band, ontbreken de spiegels die veel andere soorten parelmoervlinder wel hebben.
De waardplanten van de rups zijn onder meer de moerasspirea, braam, geitenbaard en de kleine pimpernel.
De vliegtijd van deze vooral in Centraal-Europa voorkomende parelmoervlinder is van juni tot en met augustus. In Nederland komt de vlinder niet meer voor, in België is de vlinder kwetsbaar.